# Беке, Золтан
Золтан Беке (рум. Zoltán Beke; 30 июля 1911, Бела-Црква, Австро-Венгрия — 9 марта 1994, Тимишоара, Румыния) — румынский футболист, нападающий. Выступал за сборную Румынии, участвовал в Чемпионате мира по футболу 1934 года.

## Карьера
Начал профессиональную карьеру в 1928 году в ФК «Кинезул». В 1930 перешел в ФК «Рипенсия».

В составе этого клуба провел 11 лет, за который отыграл 89 матчей, в которых забил 21 мяч.

В 1941 перешел в ФК «ЧФР» из города Турну-Северин. В его составе находился до 1943 года.

В 1943 году выступал в составе футбольного клуба «Ферар Клуж» из Венгрии.

В 1946 году вновь вернулся в «ЧФР», где выступал до 1947 года.
Выступал за сборную страны в период с 1935 по 1937 год. Был заявлен на чемпионат мира 1934 года. Всего провел за национальную команду 6 матчей, в которых не забил ни одного гола.

## Награды

### Как игрок
Рипенсия
- Чемпионат Румынии
- Победитель (4): 1932–33, 1934–35, 1935–36, 1937–38
- Кубок Румынии
- Победитель (2): 1933–34, 1935–36

ЧФР
- Кубок Румынии
- Победитель (1): 1942–43

Ферар Клуж
- Кубок Венгрии
- Призер (1): 1943–44

### Как тренер
ЧФР
- Кубок Румынии
- Победитель (1): 1942–43